# Schloss Hornstaad
Das Schloss Hornstaad ist ein ehemaliger Wohnsitz der Chorherren des Klosters Öhningen und befindet sich in Horn, einem Ortsteil von Gaienhofen, direkt am Bodensee auf der Spitze der Halbinsel Höri.

## Geschichte
Der Vorgängerbau ist nicht gesichert, eventuell stand hier eine kleine Burg.
Der heute noch bestehende zweigeschossige Fachwerkbau mit einem Treppenturm entstand um 1640. Das Wappen am Turm zeigt von unten nach oben die Wappen von Sürgenstein, Roth von Schreckenstein, von Liebenfels, von Coppenhagen und von Stuben. Der Vater von Engelbert von Syrgenstein wird als Obervogt zu Gaienhofen genannt. Besitzer des Renaissancebaus waren die von Liebenfels, im 18. Jahrhundert werden die von Koppenhagen als Besitzer genannt.
Zu Beginn des 20. Jahrhunderts wurde eine Gaststätte eingerichtet, der Restaurantbetrieb wurde Ende 2018 eingestellt.